# Veronica Roth
Veronica Roth (New York, 19 de agosto de 1988) es una escritora estadounidense conocida por su novela superventas Divergente, y su secuela Insurgente. Roth ha ganado el reconocimiento de Goodreads al Libro Favorito de 2011 y a la mejor historia de Fantasía y Ciencia ficción para jóvenes adultos en 2012.

## Biografía
Nacida en New York el 19 de agosto de 1988, ya en su juventud se sintió familiarizada con la literatura, por lo que le gustaba escribir y leer en sus tiempos libres; después de terminar sus estudios académicos, su familia tuvo conciencia del talento para escribir que tenía, la animó para que se matriculara en la prestigiosa Universidad Northwestern para estudiar "Escritura Creativa" donde se graduó y fue licenciada en dicha carrera.  Estudiando en ella se sintió inspirada para escribir su primer libro.

## Carrera
Durante sus años en la universidad, Veronica decidió empezar a trabajar en su primer libro en borrador, donde prefirió pasar las horas en su proyecto literario más que en los trabajos impuestos en la universidad, así logrando su abrumador éxito Divergent que es el primer libro de una trilogía con el mismo nombre. Roth afirmó que su primera primicia o inspiración fue cuando conducía en Minnesota, EE.UU, yendo a la universidad. Fue tal el éxito del libro en 2011, que fue reconocido en más de 15 países afirmando así una trilogía. En mayo de 2012 vendió los derechos de autor para el lanzamiento cinematográfico del primer libro a Summit Entertainment, lanzando también en el mismo mes del 2012 el segundo libro conocido como Insurgent. Veronica publicó que el tercer libro de la saga Divergente fue titulado Allegiant, que significa el que es leal o fiel a una causa o persona determinada, mismo que fue publicado el 22 de octubre de 2013.
Además de las novelas de la trilogía, Roth anunció en su blog que había escrito una historia corta sobre Cuatro, Free Four: Tobias Tells the Divergent Knife-Throwing Scene, que narra los sucesos ocurridos en el capítulo trece de Divergent desde el punto de vista del protagonista. El 17 de junio, Roth anunció la publicación de otras cuatro historias cortas narradas desde el punto de vista de Tobias Eaton, cada historia será publicada como libro electrónico. También fue anunciado que dichas historias serán publicadas en formato físico en 2014, en una compilación que lleva por nombre Four: A Divergent Story Collection y funge como una precuela de la trilogía.
Además de Divergent, la historia corta Hearken fue incluida en el libro Shards & Ashes, una compilación que incluye historias originales de mundos distópicos de nueve de las autoras más vendidas del New York Times, entre los que se incluyen a Roth, Kami Garcia y Margaret Stohl (Caster Chronicles); Rachel Caine (Los vampiros de Morganville), Nancy Holder (Wicked), Beth Revis (Across the Universe) y Carrie Ryan (The Forest of Hands and Teeth), editado por Melissa Marr (Wicked Lovely) y Kelley Armstrong (Darkest Powers) y publicado el 13 de febrero de 2013.

## Libros

### Trilogía Divergente (2011-2013)
- Divergente (Divergent, 2011), trad. de Pilar Ramírez Tello, publicado por Molino en 2011.
- Insurgente (Insurgent, 2012), trad. de Pilar Ramírez Tello, publicado por Molino en 2012.
- Leal (Allegiant, 2013), trad. de Pilar Ramírez Tello, publicado por RBA Molino en 2014.

### Duología Las Marcas De La Muerte (2017-2018)
- Las marcas de la muerte (Carve the Mark, 2017), trad. de Pilar Ramírez Tello, publicado por RBA Molino en 2017.
- Destinos divididos (The Fates Divide, 2018), trad. de Pilar Ramírez Tello y Raúl García Campos, publicado por RBA Molino en 2018.

### El Fin y otros inicios: historias desde el futuro (2019)
- El fin y otros inicios: historias desde el futuro  (The End and Other Beginnings: Stories from the Future, 2019), trad. de Pilar Ramírez Tello, publicado por RBA Molino en 2020.

### Fuimos Elegidos (2020)
- Fuimos elegidos (Chosen ones, 2020), trad. de Pilar Ramírez Tello, publicado por RBA en 2020.

## Historias cortas

### Four: A Divergent Story Collection
Four: A Divergent Story Collection. Una compilación de cinco historias cortas que narran la historia de Cuatro. El libro fue publicado en julio del 2014. 257 páginas
1. Free Four. Publicado el 23 de abril de 2012.. 13 páginas.
2. The Transfer. Publicado el 3 de septiembre de 2013.[12] 30 páginas.
3. The Initiate. Publicado el 8 de julio de 2014.[13] 65 páginas.
4. The Son. Publicado el 8 de julio de 2014.[14] 65 páginas.
5. The Traitor. Publicado el 8 de julio de 2014.[15] 84 páginas.

### Shards & Ashes
1. Hearken. Publicada el 13 de febrero de 2013.[11]